# Велика Стіна Геркулеса — Північної Корони

Комп'ютерна графіка художника, що показує гамма-сплеск GRB 080319B

Велика стіна Геркулеса — Північної Корони — величезна плоска суперструктура з галактик розміром понад 10 млрд світлових років, що становить близько 10 % від діаметра спостережуваного Всесвіту. Є найбільшою з великомасштабних структур, які спостерігаються у Всесвіті. Відкрита в листопаді 2013 року за результатами спостережень за спалахами гамма-випромінювання, що проводилися в 1997—2012 роках Іштваном Хорватом і Жолтом Багой із Національного університету державної служби в Будапешті (Угорщина), а також Йоном Хаккілою з Чарльстонського коледжу в Південній Кароліні (США).
Відкриття зроблено з використанням даних, отриманих космічною обсерваторією Swift.

## Характеристики
Структура являє собою стіну або нитку, що складається з груп галактик, пов'язаних гравітацією, протяжністю 10 млрд світлових років (3 гігапарсеки) у найдовшому напрямку та 7,2 млрд світлових років (2,2 гігапарсека або 150 000 км/c у визначенні червоного зсуву) в іншому напрямку. Вона перебуває на відстані червоного зсуву 1,6—2,1, що приблизно становить 10 млрд світлових років, у напрямку сузір'їв Геркулес і Північна Корона.

## Виявлення
Гамма-спалахи є найпотужнішими викидами енергії в спостережуваному Всесвіті та відбуваються на величезних і віддалених зорях, що обертаються з високою швидкістю. Такі спалахи дуже рідкісні: в галактиці розміром із Чумацький Шлях вони відбуваються раз на декілька мільйонів років. Таким чином, спалахи є кількісними індикаторами інтенсивності розпаду матерії — тобто активності, властивій галактикам — і велика кількість спалахів означає високу концентрацію матерії і, відповідно, наявність великої кількості галактик.
У дослідженні неба спостереження було розділено на 9 частин, у кожній з яких досліджувався 31 спалах гамма-випромінювання. В одній із цих частин 14 спалахів виявилися розподіленими в області з кутовим радіусом 45° і червоним зсувом від 1,5 до 2,0. Це означає, що в цьому регіоні перебувають тисячі або навіть мільйони галактик.

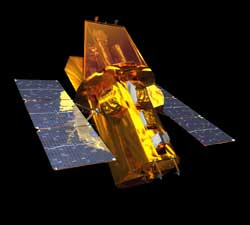
Дані, що призвели до відкриття, були отримані з обсерваторії Swift

## Проблема однорідності
Виявлення таких величезних структур являє собою проблему для сучасної космології. Згідно з космологічним принципом, на дуже великому масштабі спостережень Всесвіт має бути однорідним та ізотропним, тобто випадкові флуктуації маси та структури матерії між різними ділянками Всесвіту мають бути дуже незначними. За сучасними уявленнями, масштаб, на якому має проявлятися однорідність, становить 250—300 млн світлових років (так званий «кінець величі», англ. End of Greatness). Структури більших розмірів не можуть існувати. Однак, уже виявлена у 2003 році Велика стіна Слоуна має розмір 1,37 млрд світлових років, у 4,5 раза більше передбаченого масштабу. Велетенська група квазарів має розмір 4 млрд світлових років, що в 13,5 раза більше. Виявлення ж стіни Геркулеса — Північної Корони, структури розміром більш ніж у 30 разів більше передбаченого масштабу, ставить під сумнів сам космологічний принцип.
Крім того, відстань у 10 млрд світлових років означає, що ми спостерігаємо цю структуру такою, якою вона була близько 10 мільярдів років тому, тобто, через 3,79 млрд років після Великого Вибуху. Існуючі моделі еволюції Всесвіту, однак, не припускають формування на цьому етапі таких складних і масивних структур. Поки не існує гіпотези, яким чином така велика структура могла сформуватися за відносно короткий термін.

## Інтернет-ресурси
- Порівняння найбільших об'єктів у Всесвіті